# أراضي التاج البوهيمي

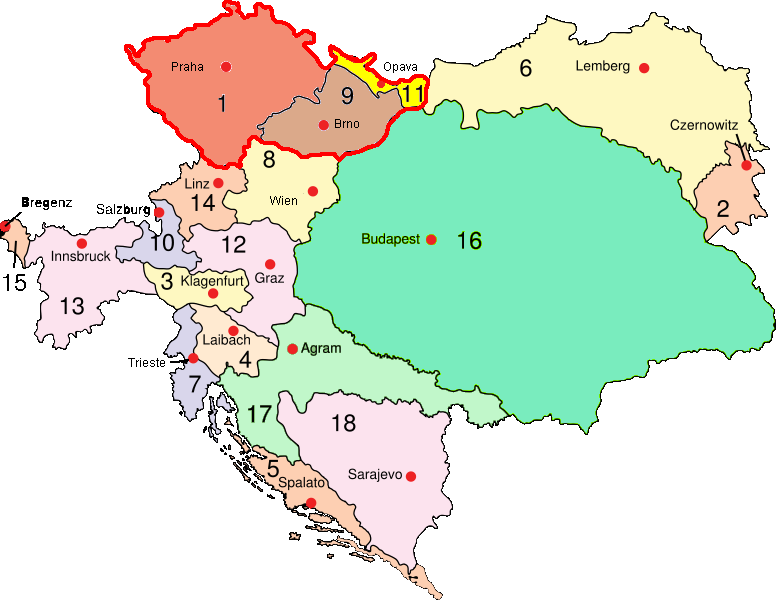
أراضي التاج البوهيمي مع النمسا والمجر سنة 1910م.

أراضي التاج البوهيمي، وتسمى أحيانًا «أراضي التشيك» في العصر الحديث؛ كانت عددًا من الدول المدمجة في أوروبا الوسطى خلال العصور الوسطى وأوائل العصور الحديثة المرتبطة بعلاقات إقطاعية في عهد الملوك البوهيميين.

شعار النبالة لأراضي التاج البوهيمي، حتى عام 1635م، في اتجاه عقارب الساعة من اليسار أعلاه: نسر مورافيا، نسر سيليزيا السفلى، ثور وساتيا السفلى، نسر سيليزيا العليا، جدار لوساتيا العليا ، الأسد البوهيمي لآنسورتو، أعلاه: تاج القديس وينسيسلاس، محاط بالجير. رسمه هوغو جيرارد سترول (1851م-1919م).

تتألف أراضي التاج في المقام الأول من مملكة بوهيميا، يرأسها «أمير ناخب» تابع للإمبراطورية الرومانية المقدسة وفقًا للمرسوم الذهبي لعام 1356م، ومارغرافية مورافيا، ودوقية سيليزيا، ومنطقتين في لوساتيا: مارغرافيا لوساتيا العليا، ومارغرافيا لوساتيا السفلى، وكذلك أراضٍ أخرى على مر تاريخها.

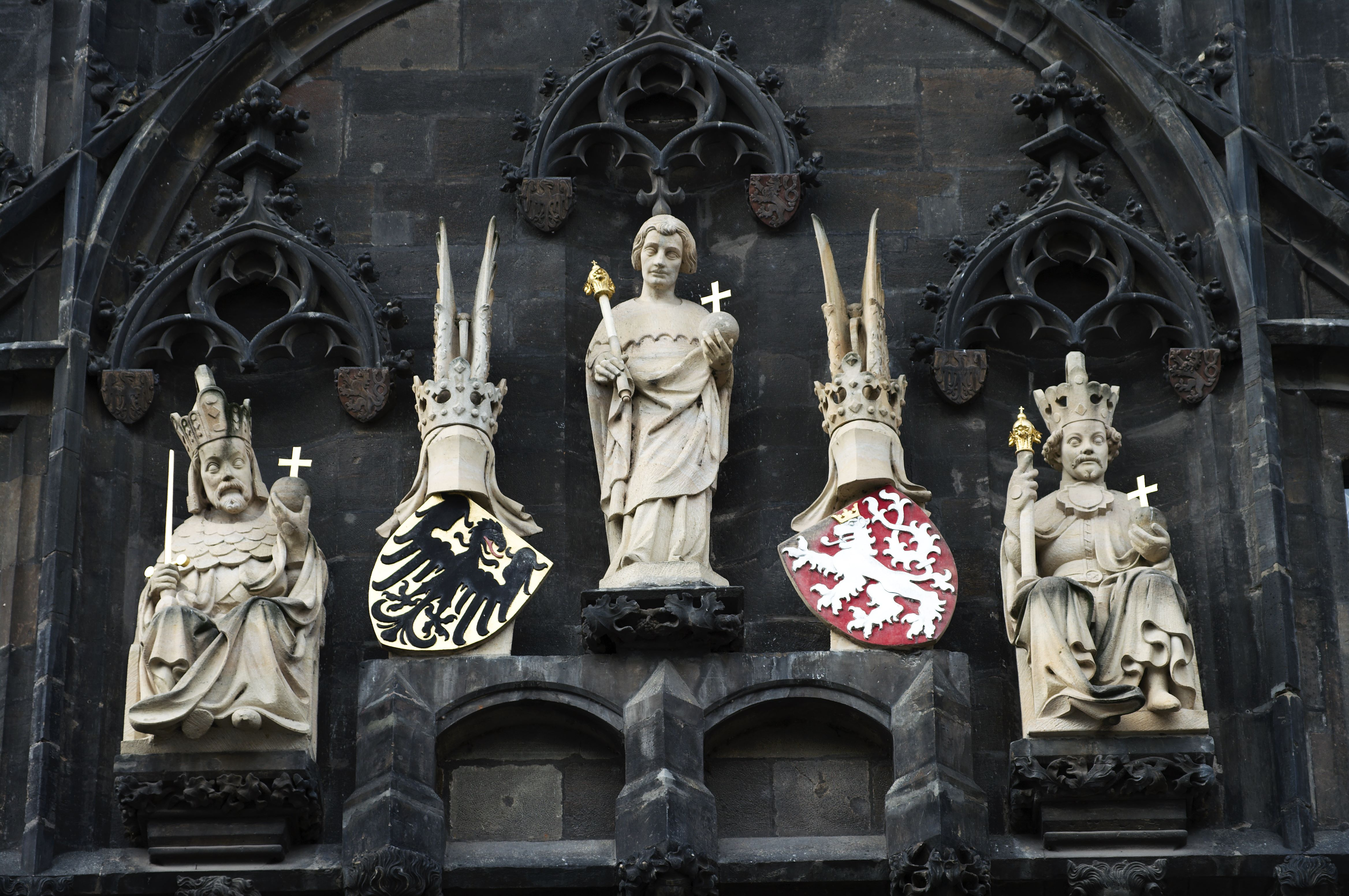
معاطف أسلحة الإمبراطورية الرومانية المقدسة والتاج البوهيمي على برج "جسر كارل" في براغ.

## أراضي التاج البوهيمي
| أرض التاج      | الحكم     | خريطة | عاصمة أو مدينة مهمة | مجموعة عرقية                                           | دين | ملاحظات |
| -------------- | --------- | ----- | ------------------- | ------------------------------------------------------ | --- | --- |
| بوهيميا        | مملكة     |       | براغ                | البوهيميون (التشيك) الألمان                            | الروم الكاثوليك الحصيت (القرنين الخامس عشر والسابع عشر) اهوتي (القرن ال15-17) اللوثري                               | الكرامة الملكية التي منحت لأول مرة لفراتيسلاوس الثاني ملك بوهيميا في عام 1085، وراثي منذ عام 1198 في عهد الملك أوتوكار الأول؛ ناخب الإمبراطورية الرومانية المقدسة، الذي أكده الثور الذهبي عام 1356 . شمل المجال الإمبراطوري لإجيرلاند (تشيبسكو)، الذي حصل عليه الملك فاتسلاف الثاني بين عامي 1291 و 1305، وبالتأكيد أعطاه الملك لويس الرابع في بيدق إلى بوهيميا في عام 1322 وحكمه بعد ذلك في اتحاد شخصي مع بوهيميا السليم؛ وكذلك مقاطعة كلادسكو، التي تأسست في عام 1459 والتي غزاها الملك البروسي فريدريك الكبير في عام 1742. |
| مورافيا        | مارغرافية |       | أولوموك، برنو       | التشيك (المورافيون) الألمان                            | الروم الكاثوليك الحصيت (القرنين الخامس عشر والسابع عشر) قائلون بتجديد عماد (القرنين الخامس عشر والسابع عشر) اللوثري | إمارات أولوموك، برنو وزنويمو، التي حصل عليها Přemyslid و Slavník البوهيمي الحكام بعد 955 معركة Lechfeld ، خسر في 999 ل بولندا واستعاد بواسطة دوق Bretislaus I في 1035. ارتقى إلى margraviate من قبل Přemyslid الدوقات في 1182، البوهيمي إقطاعية من 1197. |
| سيليسيا        | الدوقية   |       | فروتسواف            | الألمان التشيك / البوهيميون Silesians أعمدة المورافيون | الروم الكاثوليك اللوثري                                                                                             | العديد من الدوقات المختلفة، التي حصلت عليها معاهدة ترينتشين عام 1335 بين الملك جون ملك بوهيميا والملك كازيمير الثالث ملك بولندا. فقدت ملكة ماريا هابسبورغ ماريا تيريزا سيليزيا في عام 1742 لصالح الملك البروسي فريدريك الكبير بموجب معاهدة بريسلاو، باستثناء الجزء الجنوبي الشرقي الذي أصبح يسمى سيليزيا النمساوية (فيما بعد سيليزيا التشيكية). اليوم منقسم بين بولندا وجمهورية التشيك وألمانيا. |
| لوساتيا العليا | مارغرافية |       | باوتزن، غورليتس     | الألمان صوربيين                                        | الروم الكاثوليك اللوثري                                                                                             | أراضي Milceni السابقة في ميسين، والتي تم دمجها أخيرًا من قبل الملك جون بوهيميا في عام 1319 (بوتسن) و 1329 (غورليتس). هابسبورغ الإمبراطور فرديناند الثاني خسر من هابسبورغ في Lusatias إلى الناخبين في ولاية سكسونيا مع 1635 السلام من براغ. جزء رسمي من تاج بوهيميا حتى عام 1815، مقسم اليوم بين ألمانيا وبولندا. |
| لوساتيا السفلى | مارغرافية |       | لوبين               | الألمان صوربيين                                        | اللوثري | مارس الماضي من لوساتيا، التي حصل عليها الإمبراطور تشارلز الرابع من مارغريف أوتو الخامس من براندنبورغ في عام 1367. فقد خسر إمبراطور هابسبورج فرديناند الثاني من هابسبورج لوساتياس أمام ناخبي ساكسونيا في عام 1635 في براغ. جزء رسمي من تاج بوهيميا بين عام 1815، مقسم اليوم بين ألمانيا وبولندا. |
| غورليتس        | دوقية     |       | غورليتس             | ألمان صوربيون                                          | الكنيسة الرومانية الكاثوليكية                                                                                       | أنشأها الإمبراطور كارل الرابع لابنه الثالث جون من غورليتس، وكان الدوق الوحيد لغورليتس من عام 1377 حتى وفاته. |

## التقسيمات الإدارية
| كراي من مملكة بوهيميا - Bechyně ((بالألمانية: Beching) - بوليسلاف ((بالألمانية: Jung-Bunzlau) - فاسلاف ((بالألمانية: Tschaslau) - CHRUDIM - هرادك كرالوف ((بالألمانية: Königgrätz) - Kladsko ((بالألمانية: Glatz) - كويم في براغ ((بالألمانية: Prag) - Litoměřice ((بالألمانية: Leitmeritz) - لوكيت ((بالألمانية: Elbogen) - فلتافا ((بالألمانية: Moldau) - بلزن ((بالألمانية: Pilsen) - Podbrdsko at Beroun ((بالألمانية: Beraun) - Prácheň في بيسيك - Rakovník ((بالألمانية: Rakonitz) - Slaný جمهورية ((بالألمانية: Schlan) - Žatec ((بالألمانية: Saaz) | كراي من مارغريفية من مورافيا - برنو ((بالألمانية: Brünn) - Hradiště ((بالألمانية: Ungarisch Hradisch) - جيلافا ((بالألمانية: Iglau) - أولوموك ((بالألمانية: Olmütz) - PREROV ((بالألمانية: Prerau) - زنويمو ((بالألمانية: Znaim) | دوقات سيليزيا - Brzeg ((بالألمانية: Brieg) - Bytom ((بالألمانية: Beuthen) - سيزين ((بالألمانية: Teschen) - Głogów ((بالألمانية: Glogau) - Jawor ((بالألمانية: Jauer) - ليجنيكا ((بالألمانية: Liegnitz) - نيسا ((بالألمانية: Neiße) - أولينيكا ((بالألمانية: Oels) - أوبافا ((بالألمانية: Troppau) - أوبولي ((بالألمانية: Oppeln) - Pszczyna ((بالألمانية: Pless) - راسيبورز ((بالألمانية: Ratibor) - سيناوا ((بالألمانية: Steinau) - idwidnica ((بالألمانية: Schweidnitz) - فروتسلاو ((بالألمانية: Breslau) - Żagań ((بالألمانية: Sagan) - زيبيتسه ((بالألمانية: Münsterberg) | مارغريفات من لوساتيا - لوساتيا العليا في بوتسن - لوسيا السفلى في لوبين |

## روابط خارجية
- "Bohemia" ، مناقشة BBC Radio 4 مع نورمان ديفيس، كارين فريدريش وروبرت بينسنت (في عصرنا ، 11 أبريل 2002)